# Rosario de cristal

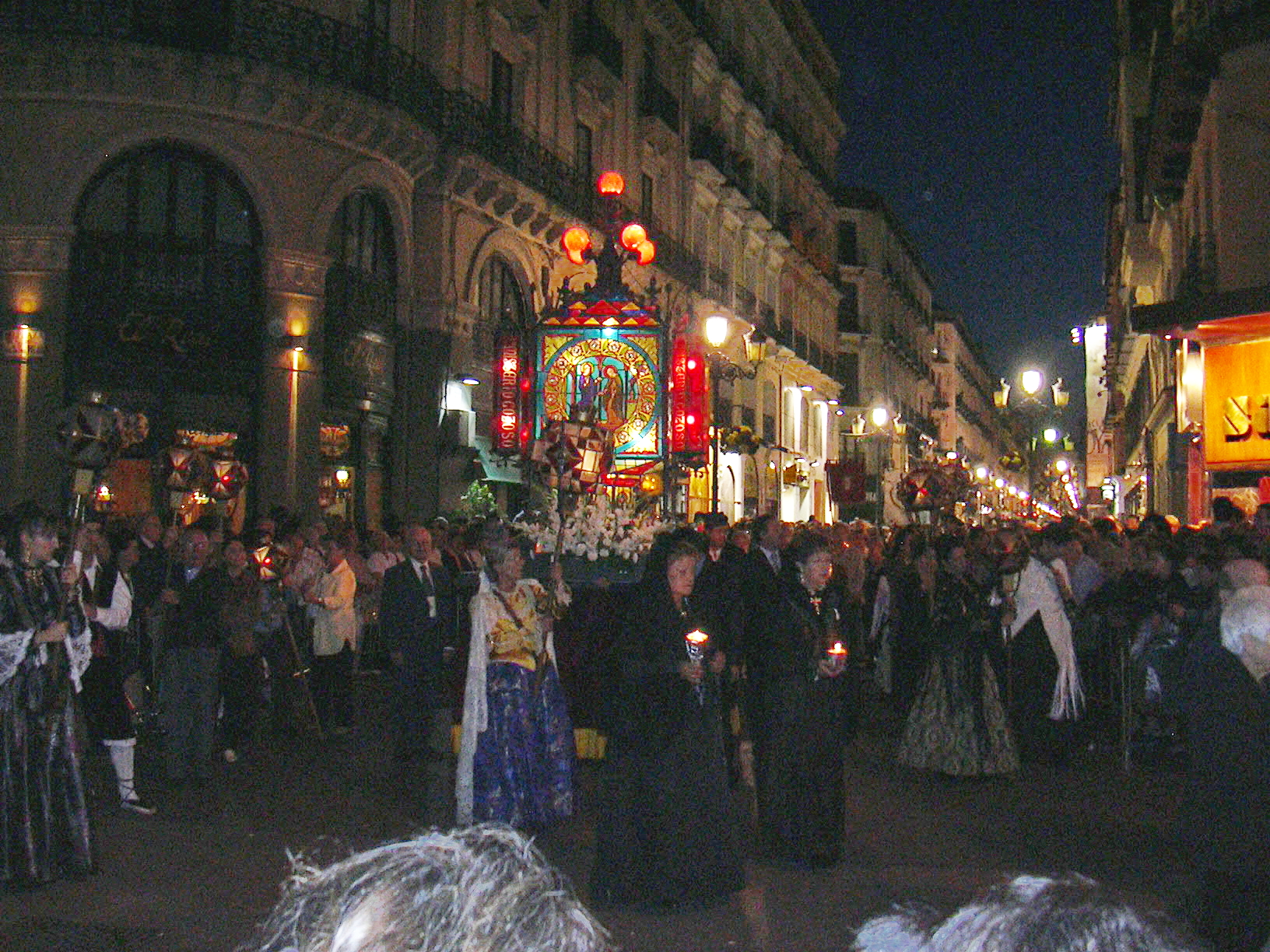
Rosario de cristal de Zaragoza

El Rosario de Cristal es uno de los actos más relevantes de las fiestas del Pilar de Zaragoza, aunque poco conocidos fuera de Aragón, es la procesión que tiene lugar la tarde-noche del 13 de octubre. 

## Historia
Su origen se remonta al siglo XIX. A comienzos de 1889 se funda la Real Cofradía del Santísimo Rosario de Nuestra Señora del Pilar, cuyo presidente (José M. Pra y Duarte) traslada una idea que ya se desarrollaba en la ciudad de Calatayud, que es la de dotar a la procesión del rezo del Rosario de una colección de faroles que serían llevados por los fieles en lugar de las tradicionales hachas, velas y estandartes usados hasta entonces. Los faroles simbolizarían cada una de las partes de la oración del rosario que los devotos iban rezando: los Misterios, los Padrenuestros, las Avemarías, los Glorias y la Letanía.

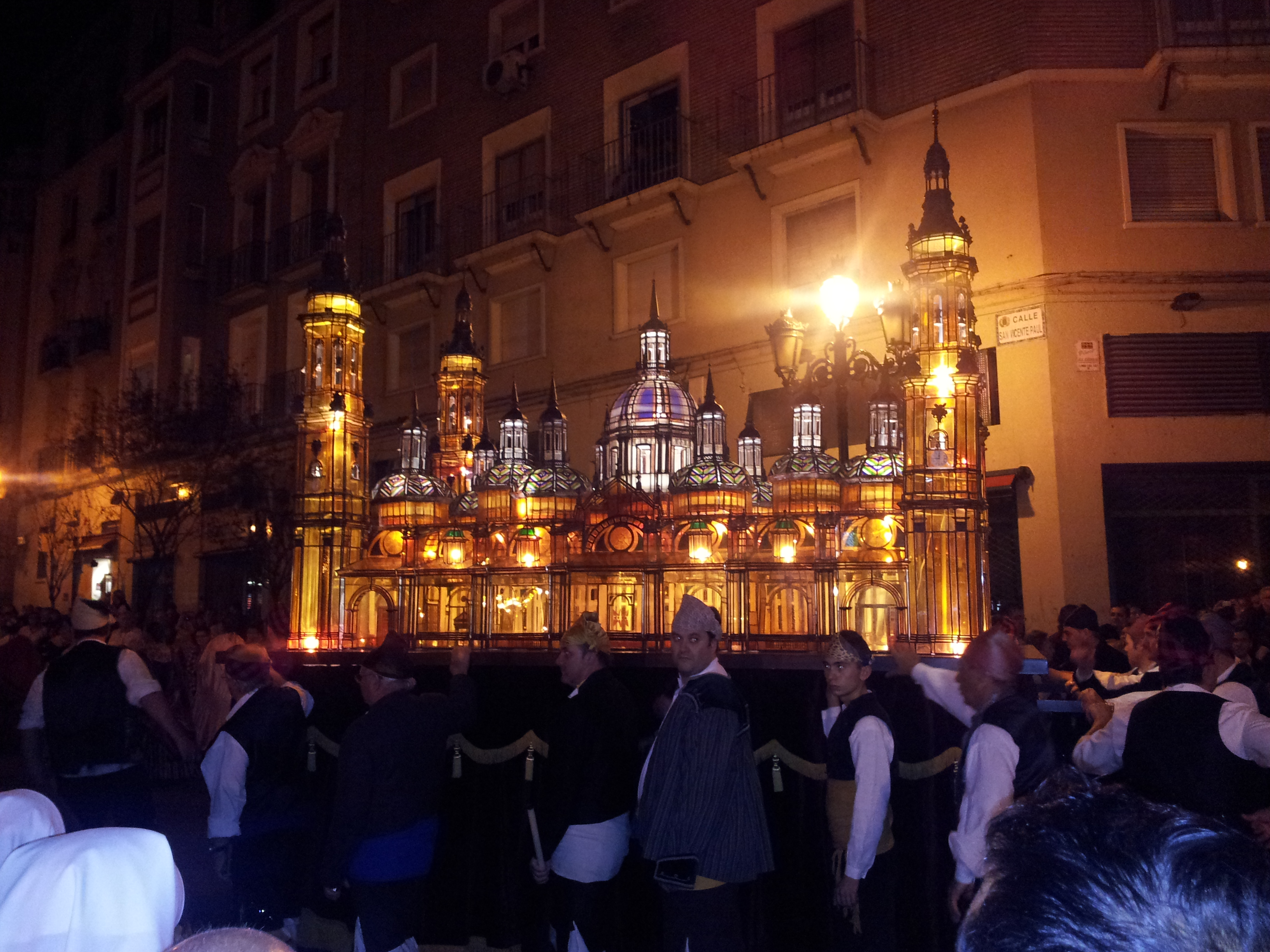
carroza con el farol del pilar

El encargo se realizó al arquitecto del Ayuntamiento Ricardo Magdalena, que concibió el proyecto en dos etapas. En la primera se construirían los faroles correspondientes a los Padrenuestros, Avemarías, Glorias y Letanía. En la segunda, a los quince misterios, más grandes y monumentales que los anteriores, construidos para ser transportados sobre carrozas.
Según escribió J. Nasarre en 1889 «Con febril actividad se trabajó a fin de que estuviera dispuesta la colección de faroles para el día 12 de octubre de 1889, y en la noche de ese día, presenció Zaragoza y los muchos forasteros que concurren a las renombradas fiestas del Pilar, la grandiosa procesión del Rosario, bajo la nueva forma dispuesta. El efecto producido excedió a toda ponderación». En 1890 se completaría la segunda fase de los trabajos y en la procesión, que se trasladó a la tarde del día 13, se pudo contemplar la obra ya terminada. Fue a partir de este día, en que se lucieron por primera vez la multitud de vidrieras iluminadas, cuando popularmente se la pasó a denominar «Rosario de Cristal».
A partir de ese momento en que la procesión conforma su cuerpo más importante, se realizan diferentes cambios y mejoras, ya que se suceden las donaciones, completando la comitiva con nuevas piezas entre las que se incluyen faroles y carrozas o se realizan restauraciones de las piezas originales. También la tecnología va haciéndose su hueco en la tradición, que en 1957 incorpora la megafonía al recorrido y en 1969 sustituye las velas de los faroles por iluminación eléctrica alimentada por pilas.
Esta procesión se ha celebrado ininterrumpidamente cada año. No obstante, se ha suspendido en ocasiones especiales, como durante los años de la [Primera República española], en que no salió la procesión por miedo a que pudieran romperse las piezas.

## Composición

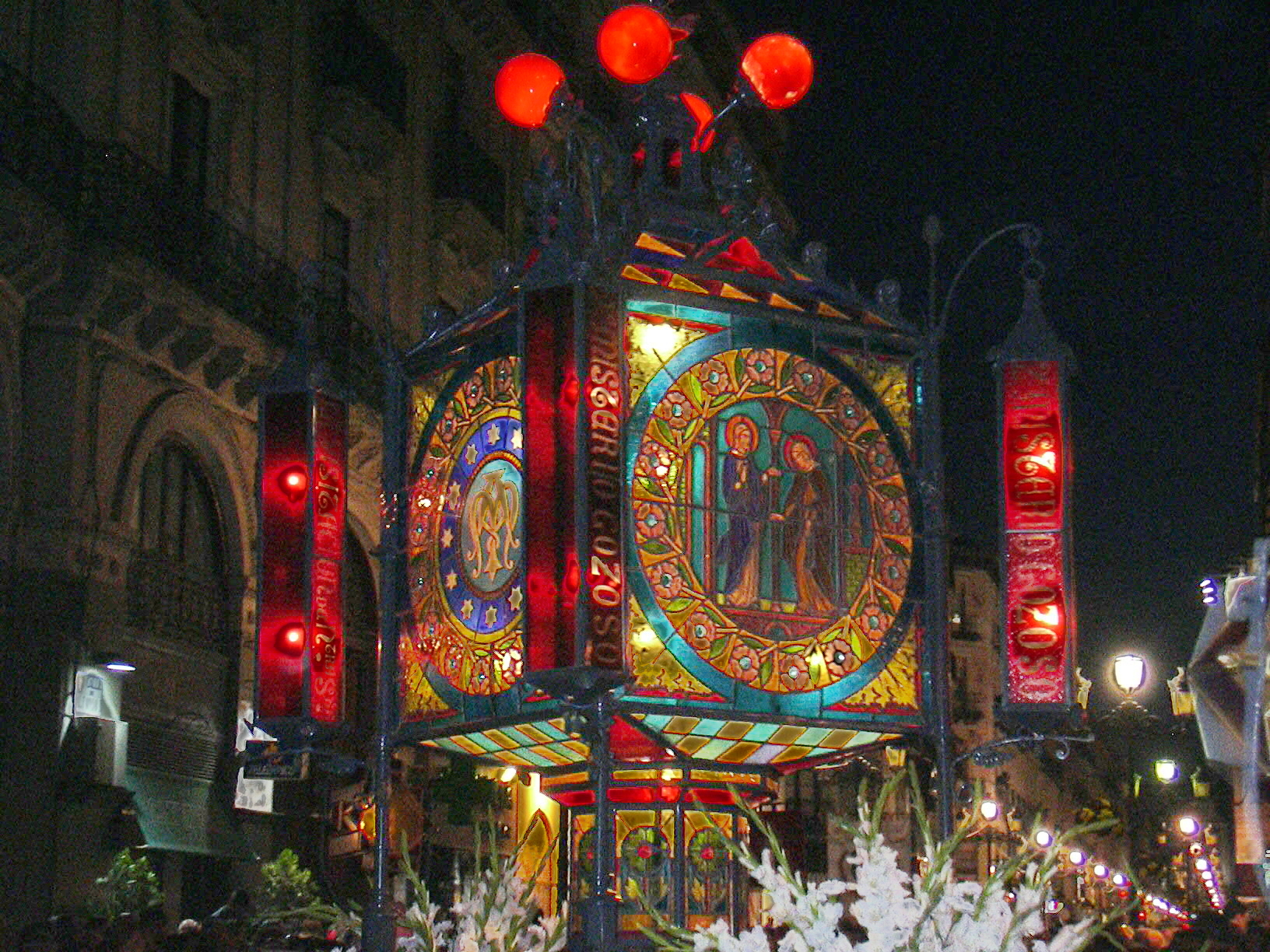
Farol del rosario de cristal

La procesión personifica un rosario, en el que las cuentas han sido sustituidas por faroles de cristal. En ella encontramos quince faroles monumentales transportados con carrozas, que son diferentes para cada uno de los Misterios además de faroles de mano: 20 para los Padrenuestros, 200 para los Avemarías, 20 para los Glorias, 4 para las salutaciones y 63 para la Letanía. Todos ellos fueron diseñados por el arquitecto Ricardo Magdalena salvo los correspondientes a los misterios luminosos.
Los faroles monumentales tienen estructura de hierro, adornados con piezas de hojalata y latón, además de las vidrieras con imágenes que representan los misterios procedentes de la casa Degrand de Burdeos. El color varía dependiendo del tipo de misterio que se esté contemplando. En los Gozosos, referentes al nacimiento e infancia de Jesús, los colores predominantes son el rojo y el verde, en los Dolorosos, correspondientes a escenas de la Pasión, el violeta y el verde. Por último en los Gloriosos, propios de la Resurrección y Ascensión, los dominantes son el blanco y el azul. Además, cada uno de ellos lleva escrito el misterio que representa.

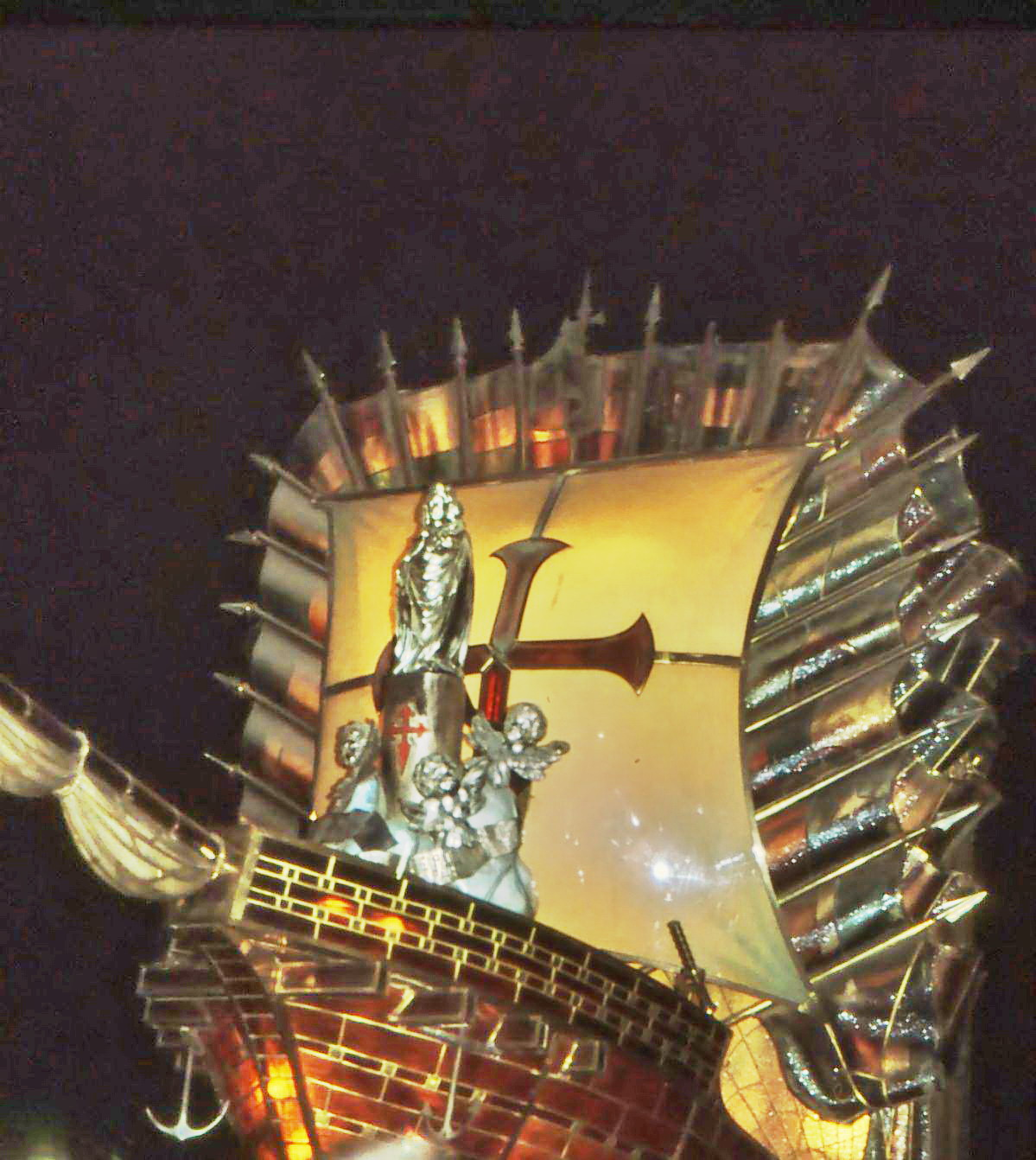
Carroza de La Hispanidad.

Los faroles de mano son mucho más sencillos y de tamaño reducido. Tienen formas geométricas y están rematados por una corona metálica. Cada uno de ellos lleva escrito en el centro el nombre de la oración que simboliza. Todos fueron construidos en los talleres Quintana de Zaragoza en 1890.
La procesión se completa con otros faroles y esculturas, que si bien no forman parte de lo que sería la oración, son igualmente importantes en el Rosario de Cristal. Este es el caso del farol de «La gran Cruz del Rosario» que abre la procesión, donado en 1891 por León Quintana, dueño del taller donde se realizaron los faroles que componen el rosario. El diseño es también de Ricardo Magdalena, al igual que en los casos anteriores.
También es una pieza distintiva la carroza con el farol del templo del Pilar. Esta obra de gran tamaño, está compuesta por miles de piezas de cristal que reproducen la Basílica tanto en su exterior como en su interior, que puede verse a través de los cristales de la fachada. Fue construida por el abogado Policarpo Valero y Bernabé. Apareció por primera vez en el Rosario general de 1872, antes incluso de que existiese el Rosario de Cristal. Debido a su fragilidad ha tenido que ser restaurada dos veces, una en 1895 y otra en 1993.
Es también importante el de «La Hispanidad» que recuerda la condición de la Virgen del Pilar como patrona de Hispanoamérica. Fue donada por el Ayuntamiento que encargó la obra a los arquitectos zaragozanos José y Manuel Romero Aguirre Salió por primera vez en la procesión en 1946.
Otros faroles representativos son «El Alcázar de Toledo», «la Salve», «La Marina», «La Sagrada Familia», «Ángelus», «Santuarios Marianos» o «Venida de Nuestra Señora».
Existe un Museo de los Faroles y Rosario de Cristal donde se pueden contemplar a lo largo de todo el año estas piezas.